# Limenitis salus
Limenitis salus är en fjärilsart som beskrevs av Hall 1935. Limenitis salus ingår i släktet Limenitis och familjen praktfjärilar. Inga underarter finns listade i Catalogue of Life.